# Varicella-zostervirus
Varicella-zostervirus (VZV) är ett virus som tillhör familjen herpesvirus. Det är ett av åtta herpesvirus som kan orsaka infektion i människor. Viruset orsakar vattkoppor (varicella), en sjukdom som huvudsakligen drabbar barn och ungdomar, och bältros (herpes zoster), en sjukdom hos vuxna.

## Detaljerad beskrivning
I likhet med herpes simplexvirus (HSV) typ 1 och 2 kan varicella-zostervirus etablera en persisterande infektion i sensoriska ganglier. Till skillnad från HSV, som kan orsaka asymtomatiska infektioner, ger VZV nästan alltid symtom under primärinfektionen, och då i form av vattkoppor. Latensfas kan etableras i de flesta sensoriska ganglier. 
Smittan är luftburen, och det räcker att dela rum med en vattkoppspatient för att smittan ska överföras. Reaktivering av VZV från ganglierna sker oftast efter lång tid och i form av bältros, en ensidig gruppering av virusinnehållande blåsor med utbredning inom ett dermatom i huden. Smittsamhet till icke-immun person föreligger även vid herpes zoster, men anses lägre än den vid vattkoppor. Vattkoppsutbrott kan dock mycket väl initieras av bältrosfall. 
I likhet med HSV kan VZV ibland reaktiveras endast inom nervsystemet, alltså utan kutan blåsbildning, så kallad zoster sine herpete. VZV ger allvarligare symtom hos immunsupprimerade patienter, både under primärinfektion och zosterreaktivering. Icke immuna gravida kvinnor och deras nyfödda barn kan drabbas av svår VZV-infektion varför exposition av dessa bör undvikas.